# Brasilis Futebol Clube
O Brasilis Futebol Clube é um clube brasileiro de futebol da cidade de Águas de Lindóia, no estado de São Paulo. Foi fundado em 1º de janeiro de 2007 e suas cores são o verde e o laranja.

## História
O Brasilis Futebol Clube foi fundado em 1º de janeiro de 2007 por Oscar Bernardi (que também é o proprietário do clube), ex-zagueiro que teve grandes passagens por Ponte Preta, São Paulo e Seleção Brasileira, sendo inclusive um dos capitães da Seleção na Copa de 1982 na Espanha.
No mesmo ano de 2007, a equipe disputa sua primeira competição profissional: a Segunda Divisão (equivalente a quarta divisão) do Campeonato Paulista, sendo eliminada ainda na 1ª fase. No ano seguinte disputou novamente a competição, caindo desta vez na 2ª fase. Em 2009 a equipe se licenciou das competições profissionais, voltando novamente em 2010 na mesma Segunda Divisão, caindo novamente na 2ª fase. Em 2011 o Brasilis cai mais uma vez na 2ª fase. Após esse ano o clube se licencia e passa um longo período de hiato, voltando às competições profissionais em 2017, ano em que o clube, no mês de maio, fez parte de um reality da ESPN Brasil, mostrando o jornalista Paulo Calçade sendo treinador.
No mesmo ano, o clube foi usado pela CBF como suporte para testagem da arbitragem de vídeo no Brasil.

### Estrutura
O clube possui umas das melhores estruturas do Brasil, com um centro técnico que foi utilizado por grandes equipes em sua pré-temporada, como Corinthians, Palmeiras, Bahia e muitas equipes do exterior. Foi também sub-sede da Copa do Mundo do Brasil em 2014, tendo recebido a seleção da Costa do Marfim que fez toda sua preparação para a Copa no CT do Brasilis. Manda seus jogos no Estádio Municipal de Águas de Lindóia, o Leonardo Barbieri, com capacidade para 7.329 pessoas.
Além disso, o clube tem como filosofia a formação de novos atletas para o futebol, sendo uma das referências do Brasil.

## Estatísticas

### Participações
| Aumento | Promovido à divisão superior  |
| Baixa   | Rebaixado à divisão inferior  |
| Inativo | Licenciamento no ano seguinte |

|  | Participações em 2021 |

| Competição | Competição      | Temporadas | Melhor campanha    | Anos                              | A | R |
| São Paulo  | Segunda Divisão | 9          | 9º colocado (2008) | 2007-2008 , 2010-2011 e 2017-2020 | – |   |

### Últimas dez temporadas
Legenda:
| Campeão Vice-campeão Eliminado nas semifinais | Campeão e promovido à divisão superior Vice-campeão e/ou promovido à divisão superior Rebaixado à divisão inferior | Classificado à fase de grupos da Copa Libertadores Classificado à fase preliminar da Copa Libertadores Classificado à Copa Sul-Americana Campeão do Campeonato do Interior |